# Slowakische Badminton-Mannschaftsmeisterschaft 1997
Die Slowakische Badminton-Mannschaftsmeisterschaft 1997 war die vierte Auflage der Teamtitelkämpfe in der Slowakei. Meister wurde Spoje Bratislava.

## Endstand
| Platz | Team                 | Spiele | G U V | Spielpunkte | Punkte |
| ----- | -------------------- | ------ | ----- | ----------- | ------ |
| 1.    | Spoje Bratislava A   | 10     | 8 0 2 | 60:20       | 16     |
| 2.    | TJ Lokomotíva Košice | 10     | 7 1 2 | 56:24       | 15     |
| 3.    | Slávia TU Košice     | 10     | 7 1 2 | 50:30       | 15     |
| 4.    | CEVA Trenčín A       | 10     | 4 2 4 | 43:37       | 10     |
| 5.    | Slávia ŽU Žilina     | 10     | 6 0 4 | 44:36       | 12     |
| 6.    | Slávia Trnava        | 10     | 2 1 7 | 22:58       | 5      |
| 7.    | CEVA Trenčín B       | 10     | 2 0 8 | 28:52       | 4      |
| 8.    | Spoje Bratislava B   | 10     | 1 1 8 | 17:63       | 3      |